# Preda Craiovescu
Preda Craiovescul (d. 1521) era fiul lui Pârvu Craiovescu, și frate cu Neagoe Basarab. A devenit mare ban al Craiovei în 1520, în locul lui Barbu Craiovescu, care se călugărise. El a fost mare ban până la moartea sa la sfârșitul anului 1521 când murise în luptă la Târgoviște, apărând domnia lui Teodosie. A fost tatăl lui Barbu al III-lea Craiovescul, domn al Valahiei și ban între 1534-35.